# 羅賓·沃克

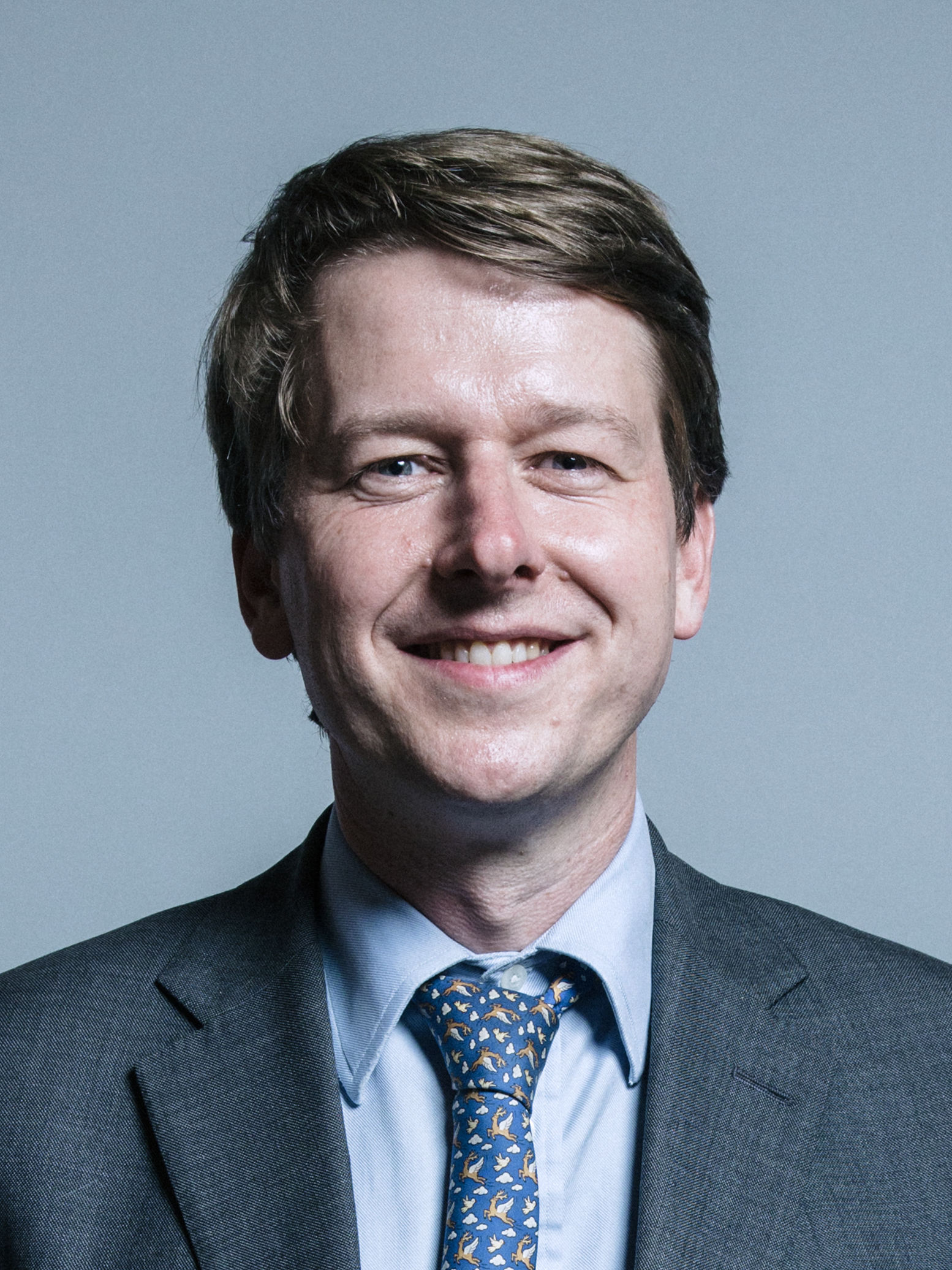

羅賓·沃克（Robin Walker，1978年4月12日—）是一位英格蘭政治人物，他的黨籍是保守黨。自2001年開始，他擔任伍斯特選區選出的英國下議院議員。他的父親在1961年至1992年也曾是伍斯特選區的國會議員。